# Comuna de Walce
Walce (em alemão: Gemeinde Walzen) é uma comuna rural na voivodia de Opole, no condado de Krapkowice, na Terra de Prudnik. Nos anos de 1975–1998, a comuna fazia parte administrativamente da antiga voivodia de Opole. Em 2006, a língua alemã foi introduzida na comuna como língua auxiliar.
A sede da comuna é Walce.
Segundo dados de 31 de dezembro de 2022, a comuna era habitada por 5 166 pessoas.

## Geografia

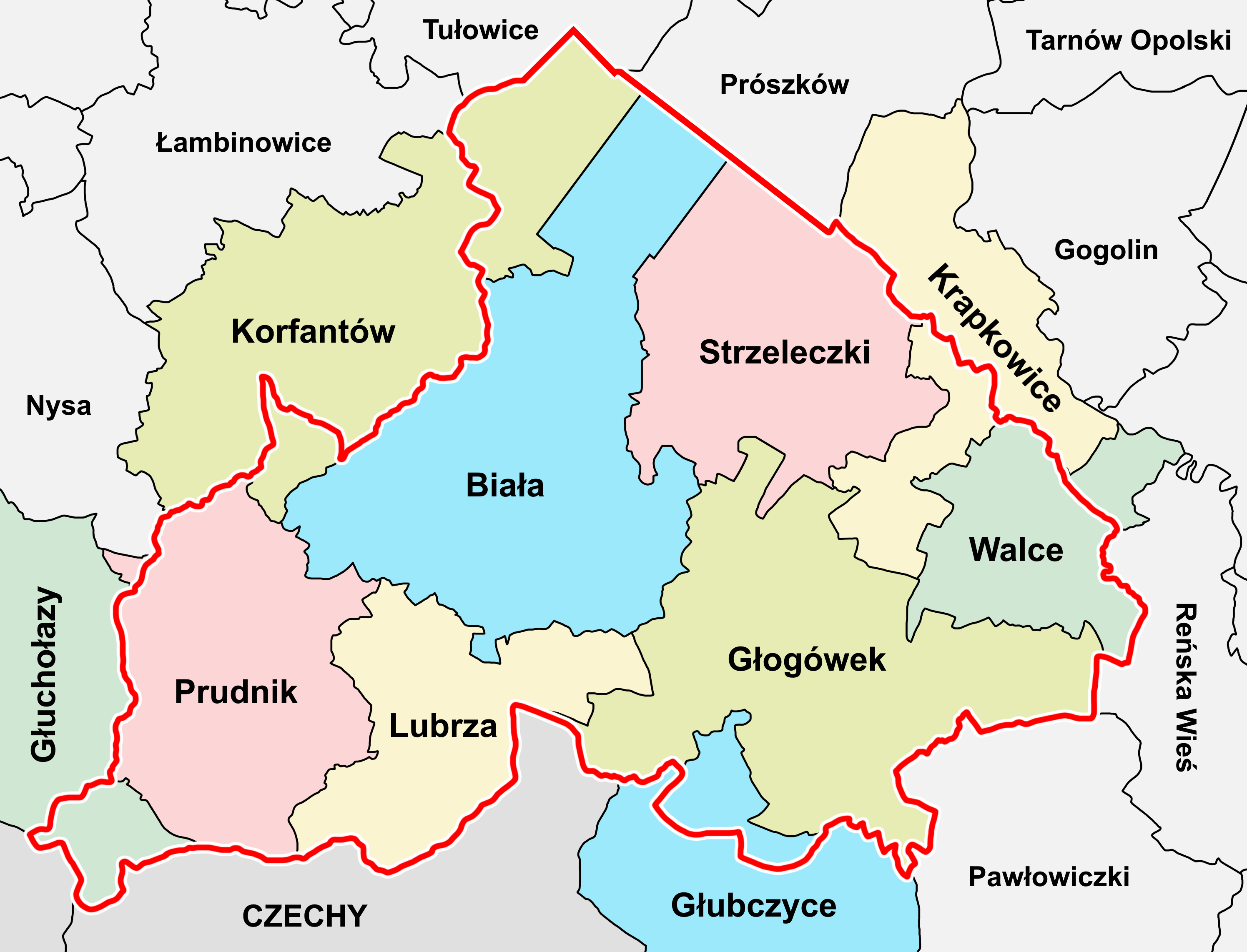
Comuna de Walce na região de Prudnik

A comuna de Walce está localizada no sudoeste da Polônia, na fronteira com a República Tcheca, na planície da Silésia, na região histórica conhecida como Terra de Prudnik, na Alta Silésia. Conforme a divisão físico-geográfica de 2017 do Dr. Krzysztof Badora, a área da comuna de Walce está localizada nos limites das microrregiões: planície de Walce, vale do baixo Stradun, vale do alto Óder, planície de Większycka.
A oeste, a comuna de Walce faz fronteira com a comuna de Krapkowice, ao norte com a comuna de Zdzieszowice, a leste com a comuna de Reńska Wieś e ao sul com a comuna de Głogówek.

### Formas de relevo
As seguintes colinas estão localizadas nos limites administrativos da comuna de Walce: Buchtaberg, Górka, Lisia Góra, Szwedzka Górka, Wiatrak.

### Recursos hídricos
Os seguintes cursos de água atravessam a área da comuna de Walce:
- Rios: Óder, Stradunia
- Riachos: Białynka, Grabczak, Jaźwina, Mosacz, Swornica

No território da comuna, também está localizado o pântano Kapuśniki.

### Cobertura da terra
No território do município de Walce, há as seguintes formas de cobertura da terra:
- Florestas: Fazanica, Jarczowicki Las, Mosacz
- Campos: Podgół
- Prados: Bago, Siedliska

## Estrutura da superfície
Segundo dados de 2019, os terrenos agrícolas cobrem 85,7% da área, e as áreas construídas e urbanizadas 4,7% da área do condado.
As florestas e matas cobrem 546 hectares.
A comuna constitui 15,7% da área do condado e 0,7% da área da voivodia de Opole.
A maior área é Walce (18,9% da área da comuna) e a menor é Ćwiercie (0,9% da área). Também em termos de população, essas cidades têm os mesmos lugares.

## História

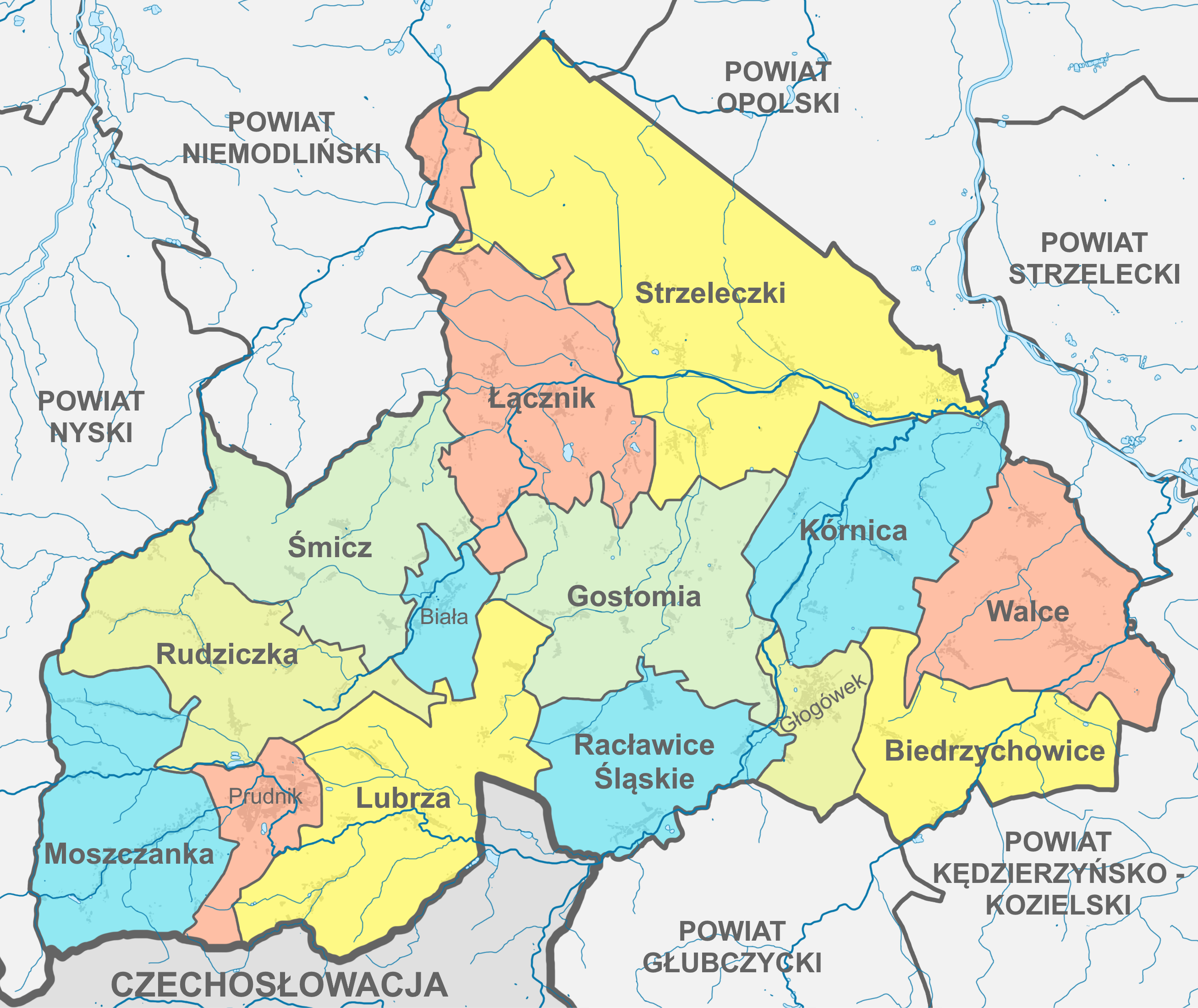
Comuna de Walce no condado de Prudnik

A comuna coletiva de Walce foi fundada após a Segunda Guerra Mundial (em dezembro de 1945) no condado de Prudnik, na área dos chamados Territórios Recuperados (o chamado 1.º distrito administrativo — Opole-Silésia)), confiada em 18 de março de 1945 à administração da voivodia da Silésia e, em 28 de junho de 1946, incorporada à Voivodia da Silésia (Silésia-Dabrowa). Em 6 de julho de 1950, o nome da voivodia da Silésia foi alterado para voivodia de Katowice; ao mesmo tempo, a comuna de Walce, com todo o condado de Prudnik, tornou-se parte da recém-criada voivodia de Opole.
Conforme a classificação de 1 de julho de 1952, a comuna consistia em 8 gromadas: Brożec, Ćwiercie, Dobieszowice, Grocholub, Kromołów, Rozkochów, Walce e Zabierzów. A comuna foi abolida em 29 de setembro de 1954 com a reforma que introduziu as gromadas no lugar das comunas.
A unidade foi reativada em 1 de janeiro de 1973 no condado de Krapkowice, na voivodia de Opole. A comuna consistia nas áreas de 9 sołectwa: Brożec, Ćwiercie, Dobieszowice, Grocholub, Kromołów, Rozkochów, Stradunia, Walce e Zabierzów. Em 1 de junho de 1975, a comuna passou a fazer parte da recém-criada (menor) voivodia de Opole.

## Monumentos históricos
Existem 13 monumentos imóveis inscritos no registro de monumentos e 7 sítios arqueológicos na comuna. Existem 106 propriedades listadas no Registro Comunitário de Monumentos.

## Demografia
Dados em 31 de dezembro de 2022:
| Descrição                         | Total     | Total | Mulheres  | Mulheres | Homens    | Homens |
| --------------------------------- | --------- | ----- | --------- | -------- | --------- | ------ |
| unidade                           | habitante | %     | habitante | %        | habitante | %      |
| população                         | 5 166     | 100   | 2 697     | 52,2     | 2 469     | 47,8   |
| densidade populacional (hab./km²) | 74,7      | 74,7  | 39,0      | 39,0     | 35,7      | 35,7   |

### Estrutura nacional e linguística
Dados segundo o Censo de População e Habitação de 2021 (devido à possibilidade de haver mais de uma identidade étnica nacional, os dados não somam cem por cento):
- Poloneses — 73,82%
- Silesianos — 34,04%
- Alemães — 28,41%
- Ucranianos — 0,19%
- Indeterminado — 0,04%

77,11% dos habitantes da comuna declararam em 2021 que falavam polonês em seus contatos domésticos, além disso (como na nacionalidade, os dados não somam cem por cento devido à possibilidade de declarar mais de um idioma):
- 52,84% — silesiano (a maior porcentagem entre todas as comunas da Polônia)
- 14,43% — alemão
- 0,4% — inglês
- No caso de sete pessoas (0,13%), o idioma usado não foi determinado.

## Povoamento humano
Walce (Antoszka), Groble, Krzewiaki, Marianków, Posiłek), Brożec, Brzezina, Ćwiercie, Dobieszowice, Grocholub (Swornica), Kromołów (Czerniów), Rozkochów (Olszyna), Stradunia (Przerwa, Rybarze), Zabierzów

## Segurança
A comuna está localizada na zona de fronteira e, portanto, a Guarda de Fronteira tem competências especiais nessa área em termos de segurança. A comuna de Walce é coberta pelo posto da Guarda de Fronteira em Opole da Unidade da Guarda de Fronteira da Silésia.

## Comunas vizinhas
Głogówek, Krapkowice, Reńska Wieś, Zdzieszowice